# Женская сборная Бермудских Островов по софтболу
Женская национальная сборная Бермудских Островов по софтболу — представляет Бермудские Острова на международных софтбольных соревнованиях. Управляющей организацией выступает Ассоциация софтбола Бермудских Островов (англ. Bermuda Amateur Softball Association).

## Результаты выступлений

### Чемпионаты мира
| Год        | Победы         | Поражения      | Место          |
| ---------- | -------------- | -------------- | -------------- |
| 1965—1970  | не участвовали | не участвовали | не участвовали |
| 1974       |                |                | 11             |
| 1978       | не участвовали | не участвовали | не участвовали |
| 1982       |                |                | 11             |
| 1986       | не участвовали | не участвовали | не участвовали |
| 1990       | 1              | 8              | 17             |
| 1994       | 1              | 5              | 24             |
| 1998—н. в. | не участвовали | не участвовали | не участвовали |

### Панамериканские игры
| Год        | Победы         | Поражения      | Место          |
| ---------- | -------------- | -------------- | -------------- |
| 1979       | 3              | 9              | 6              |
| 1983—н. в. | не участвовали | не участвовали | не участвовали |

### Панамериканские чемпионаты по софтболу
| Год        | Победы         | Поражения      | Место          |
| ---------- | -------------- | -------------- | -------------- |
| 1987—1997  | не участвовали | не участвовали | не участвовали |
| 2001       | 0              | 7              | 15             |
| 2005—н. в. | не участвовали | не участвовали | не участвовали |

### Игры Центральной Америки и Карибского бассейна
| Год        | Победы                      | Поражения                   | Место                       |
| ---------- | --------------------------- | --------------------------- | --------------------------- |
| 1926—1938  | турнира по софтболу не было | турнира по софтболу не было | турнира по софтболу не было |
| 1946       |                             |                             | ??                          |
| 1950—1970  | турнира по софтболу не было | турнира по софтболу не было | турнира по софтболу не было |
| 1974       |                             |                             | ??                          |
| 1978       |                             |                             | 1                           |
| 1982       |                             |                             | ??                          |
| 1986       |                             |                             | ??                          |
| 1990       |                             |                             | ??                          |
| 1993       |                             |                             | ??                          |
| 1998—н. в. | не участвовали              | не участвовали              | не участвовали              |